# Petra Schubert
Petra Schubert, verheiratete Petra Mews, (* 31. Januar 1968 in Finsterwalde) ist eine ehemalige deutsche Badmintonspielerin.

## Leben
Sie erlernte das Badmintonspiel in ihrem Geburtsort Finsterwalde beim dortigen Verein Aufbau. Nach ersten Erfolgen im Nachwuchsbereich wurde der Nachbarverein Fortschritt Tröbitz auf sie aufmerksam und verpflichtete sie. Für den Niederlausitzer Verein erkämpfte sie fünf Nachwuchstitel. 1983 gewann sie mit dem Tröbitzer Team ihre erste Bronzemedaille bei den Erwachsenen, zwei weitere folgten 1984 und 1985. In den folgenden drei Jahren hatte sie mit den Silbermedaillengewinnen im Damendoppel ihre größten Erfolge in den Einzeldisziplinen. Die letzte dieser drei Medaillen gewann sie 1988 für ihren neuen Verein Einheit Greifswald, wo sie auch in Mannschaftskameraden Axel Mews ihren künftigen Lebenspartner fand.
Petra Mews lebt heute in Ratzeburg und arbeitet dort als Pharmazeutin.

## Sportliche Erfolge
| Veranstaltung                        | Saison    | Disziplin   | Platz | Name |
| ------------------------------------ | --------- | ----------- | ----- | --- |
| DDR-Einzelmeisterschaft AK 10/11     | 1979/1980 | Damendoppel | 2     | Petra Schubert / Wanske (Aufbau Finsterwalde) |
| DDR-Einzelmeisterschaft AK 10/11     | 1979/1980 | Mixed       | 3     | Anko Menne / Petra Schubert (Medizin Luckau / Aufbau Finsterwalde) |
| DDR-Einzelmeisterschaft AK 14/15     | 1981/1982 | Damendoppel | 3     | Andrea Pohling / Petra Schubert (Fortschritt Tröbitz) |
| DDR-Mannschaftsmeisterschaft Schüler | 1981/1982 | Mannschaft  | 3     | Fortschritt Tröbitz (Jörg Deutschmann, René Born, Heiko Vogt, Petra Schubert, Antje Pohling)                                                                                            |
| DDR-Einzelmeisterschaft AK 12/13     | 1981/1982 | Dameneinzel | 3     | Petra Schubert (Fortschritt Tröbitz) |
| DDR-Einzelmeisterschaft AK 14/15     | 1982/1983 | Mixed       | 1     | Axel Hundorf / Petra Schubert (DHfK Leipzig / Fortschritt Tröbitz) |
| DDR-Einzelmeisterschaft AK 14/15     | 1982/1983 | Damendoppel | 1     | Kerstin Bohn / Petra Schubert (Einheit Greifswald / Fortschritt Tröbitz) |
| DDR-Mannschaftsmeisterschaft         | 1982/1983 | Mannschaft  | 3     | Fortschritt Tröbitz (Joachim Schimpke, Roland Riese, Frank-Thomas Seyfarth, Thomas Dittrich, Harald Richter, René Born, Christine Ober, Carmen Ober, Annemarie Seemann, Petra Schubert) |
| DDR-Einzelmeisterschaft AK 14/15     | 1983/1984 | Dameneinzel | 2     | Petra Schubert (Fortschritt Tröbitz) |
| DDR-Einzelmeisterschaft AK 14/15     | 1983/1984 | Mixed       | 2     | René Born / Petra Schubert (Fortschritt Tröbitz) |
| DDR-Einzelmeisterschaft AK 16/17     | 1983/1984 | Dameneinzel | 2     | Petra Schubert (Fortschritt Tröbitz) |
| DDR-Einzelmeisterschaft AK 16/17     | 1984/1985 | Mixed       | 2     | Mike Joseph / Petra Schubert (Einheit Greifswald / Fortschritt Tröbitz) |
| DDR-Mannschaftsmeisterschaft         | 1983/1984 | Mannschaft  | 3     | Fortschritt Tröbitz (Frank-Thomas Seyfarth, Jens Scheithauer, Joachim Schimpke, Thomas Dittrich, Klaus Skobowsky, Harald Richter, Jörg Deutschmann, Petra Schubert, Andrea Pohling)     |
| DDR-Einzelmeisterschaft AK 16/17     | 1983/1984 | Damendoppel | 3     | Petra Schubert / Pabst (Fortschritt Tröbitz / EBT Berlin oder Eichwalde) |
| DDR-Mannschaftsmeisterschaft         | 1984/1985 | Mannschaft  | 3     | Fortschritt Tröbitz (Frank-Thomas Seyfarth, Jens Scheithauer, Joachim Schimpke, Thomas Dittrich, Harald Richter, Petra Schubert, Christine Maertin)                                     |
| DDR-Einzelmeisterschaft              | 1984/1985 | Damendoppel | 3     | Kerstin Bohn / Petra Schubert (Einheit Greifswald / Fortschritt Tröbitz) |
| DDR-Einzelmeisterschaft AK 16/17     | 1984/1985 | Damendoppel | 1     | Petra Schubert / Kerstin Bohn (Fortschritt Tröbitz / Einheit Greifswald) |
| DDR-Einzelmeisterschaft AK 16/17     | 1985/1986 | Mixed       | 1     | Mike Joseph / Petra Schubert (Einheit Greifswald / Fortschritt Tröbitz) |
| DDR-Einzelmeisterschaft AK 16/17     | 1985/1986 | Damendoppel | 1     | Petra Schubert / Kerstin Bohn (Fortschritt Tröbitz / Einheit Greifswald) |
| DDR-Einzelmeisterschaft AK 16/17     | 1985/1986 | Dameneinzel | 2     | Petra Schubert (Fortschritt Tröbitz) |
| DDR-Einzelmeisterschaft              | 1985/1986 | Damendoppel | 2     | Petra Schubert / Heike Franke (Fortschritt Tröbitz / Rotation Erfurt) |
| DDR-Mannschaftsmeisterschaft         | 1985/1986 | Mannschaft  | 2     | Fortschritt Tröbitz (Frank-Thomas Seyfarth, Joachim Schimpke, Jens Scheithauer, Klaus Skobowsky, Petra Schubert, Christine Maertin)                                                     |
| DDR-Einzelmeisterschaft              | 1986/1987 | Damendoppel | 2     | Michaela Junker / Petra Schubert (Fortschritt Tröbitz) |
| DDR-Mannschaftsmeisterschaft         | 1987/1988 | Mannschaft  | 3     | Einheit Greifswald II (Joachim Schimpke, Thomas Greeck, Jens Thonack, Norbert Michalowsky, Angela Michalowski, Kerstin Bohn, Petra Schubert)                                            |
| DDR-Einzelmeisterschaft              | 1987/1988 | Damendoppel | 2     | Petra Schubert / Michaela Junker (Einheit Greifswald / KWO Berlin) |
| DDR-Studentenmeisterschaft           | 1988/1989 | Mixed       | 2     | Axel Mews / Petra Schubert (Einheit Greifswald) |
| DDR-Studentenmeisterschaft           | 1988/1989 | Dameneinzel | 2     | Petra Schubert (Einheit Greifswald) |
| DDR-Studentenmeisterschaft           | 1988/1989 | Damendoppel | 3     | Petra Schubert / Silke Kunau (Einheit Greifswald / KWO Berlin) |
| DDR-Einzelmeisterschaft              | 1988/1989 | Damendoppel | 3     | Petra Schubert / Michaela Junker (Einheit Greifswald / KWO Berlin) |
| DDR-Einzelmeisterschaft              | 1989/1990 | Mixed       | 3     | Erfried Michalowsky / Petra Schubert (Einheit Greifswald) |
| Deutsche Meisterschaft O35           | 2004/2005 | Damendoppel | 3     | Petra Mews (VfB Lübeck) / Petra Tobien (Südring Berlin) |